# Списак епизода серије Ред и закон: Организовани криминал

Ред и закон: Организовани криминал је америчка криминалистичка драмска телевизијска серија која је премијерно приказана 1. априла 2021. на НБЦ-у. Серија је осма серија у франшизи Ред и закон и седми огранак серијала Ред и закон. Главну улогу у серији, лик Елиота Стаблера који је првобитно тумачио у серији Ред и закон: Одељење за специјалне жртве, тумачи Кристофер Мелони.
Од 16. маја 2024. године, серија Ред и закон: Организовани криминал броји 4 сезоне и 65 епизода.

## Преглед
| Сезона | Сезона | Епизода | Премијерно емитовање | Премијерно емитовање |
| Сезона | Сезона | Епизода | Почетак емитовања    | Завршетак емитовања  |
| ------ | ------ | ------- | -------------------- | -------------------- |
|        | 1      | 8       | 1. април 2021.       | 3. јун 2021.         |
|        | 2      | 22      | 23. септембар 2021.  | 19. мај 2022.        |
|        | 3      | 22      | 22. септембар 2022.  | 18. мај 2023.        |
|        | 4      | 13      | 18. јануар 2024.     | 16. мај 2024.        |
|        | 5      | 10      | 17. април 2025.      | 2025.                |

## Епизоде

### 1. сезона (2021)
| Бр. у серији | Бр. у сезони | Наслов                                  | Редитељ         | Сценариста                                                            | Премијерно емитовање | Прод. код | Гледаоци у САД (милиони) |
| ------------ | ------------ | --------------------------------------- | --------------- | --------------------------------------------------------------------- | -------------------- | --------- | ------------------------ |
| 1            | 1            | "Шта се десило у Пуљи"                  | Фред Бернер     | Синопсис: Ајлин Чејкин Сценарио: Дик Волф, Ајлин Чејкин и Мет Олмстед | 1. април 2021.       | 101       | 7.86                     |
| 2            | 2            | "Није организовани криминал твог оца"   | Кен Ђироти      | Ајлин Чејкин                                                          | 8. април 2021.       | 102       | 4.84                     |
| 3            | 3            | "Упознај се са мојим малим пријатељима" | Џон Дејвид Колс | Рик Марин                                                             | 15. април 2021.      | 103       | 4.41                     |
| 4            | 4            | "Ствари од којих се праве снови"        | Фред Бернер     | Џулијет Лашински-Левин                                                | 22. април 2021.      | 104       | 4.36                     |
| 5            | 5            | "Слаб производ"                         | Ерик Ла Сејл    | Закари Рајтер                                                         | 13. мај 2021.        | 105       | 4.45                     |
| 6            | 6            | "Овај пацов је мој"                     | Бетани Руни     | Џин Кјонг Фрејзер и Рик Марин                                         | 20. мај 2021.        | 106       | 4.24                     |
| 7            | 7            | "Батина је из раја изашла"              | Џин де Сегонзек | Маркус Џ. Гилрој                                                      | 27. мај 2021.        | 107       | 4.04                     |
| 8            | 8            | "Пусти то, Џејк. То је Кинеска четврт"  | Фред Бернер     | Закари Рајтер и Џулијет Лашински-Ревен                                | 3. јун 2021.         | 108       | 4.02                     |

### 2. сезона (2021−22)
| Бр. у серији | Бр. у сезони | Наслов                        | Редитељ         | Сценариста                           | Премијерно емитовање | Прод. код | Гледаоци у САД (милиони) |
| ------------ | ------------ | ----------------------------- | --------------- | ------------------------------------ | -------------------- | --------- | ------------------------ |
| 9            | 1            | "Човек без идентитета"        | Бетани Руни     | Ајлин Чејкин и Кимберли Ен Харисон   | 23. септембар 2021.  | 201       | 4.18                     |
| 10           | 2            | "Нови светски поредак"        | Фред Бернер     | Никол Бити                           | 30. септембар 2021.  | 202       | 4.12                     |
| 11           | 3            | "Разбојник Еди Вагнер"        | Џон Полсон      | Ерик Хејвуд                          | 30. септембар 2021.  | 203       | 4.12                     |
| 12           | 4            | "За шаку лека"                | Џин де Сегонзек | Закари Рајтер                        | 7. октобар 2021.     | 204       | 3.20                     |
| 13           | 5            | "Добро, лоше, лепо"           | Тери Милер      | Џулијет Лашински-Ревен               | 14. октобар 2021.    | 205       | 3.32                     |
| 14           | 6            | "Неопростиво"                 | Моника Рејманд  | Рик Марин                            | 21. октобар 2021.    | 206       | 3.02                     |
| 15           | 7            | "Преварант високих размера"   | Алекс Хол       | Кимберли Ен Харисон                  | 4. новембар 2021.    | 207       | 3.25                     |
| 16           | 8            | "Пепео пепелу"                | Џин де Сегонзек | Кимберли Ен Харисон и Кетрин Бити    | 11. новембар 2021.   | 208       | 3.04                     |
| 17           | 9            | "Божићна"                     | Фред Бернер     | Закари Рајтер и Рик Марин            | 9. децембар 2021.    | 209       | 3.50                     |
| 18           | 10           | "Непријатељ"                  | Џим Мекеј       | Ерик Хејвуд и Џулијет Лашински-Ревен | 6. јануар 2022.      | 210       | 3.31                     |
| 19           | 11           | "Што је Нотингем Робину Худу" | Алекс Хол       | Кимберли Ен Харисон и Никол Бити     | 13. јануар 2022.     | 211       | 3.25                     |
| 20           | 12           | "То је Јаго Отелу"            | Фред Бернер     | Рик Марин                            | 20. јануар 2022.     | 212       | 3.22                     |
| 21           | 13           | "Што је Хубрис Едипу"         | Стивен Сурџик   | Ејми Хигинс и Закари Рајтер          | 24. фебруар 2022.    | 213       | 3.48                     |
| 22           | 14           | "То је Витли Стаблеру"        | Сара Бојд       | Ајлин Чејкин и Кимберли Ен Харисон   | 3. март 2022.        | 214       | 3.16                     |
| 23           | 15           | "Преузимање"                  | Џон Полсон      | Ерик Хејвуд                          | 10. март 2022.       | 215       | 3.11                     |
| 24           | 16           | "Оружје и руже"               | Џин де Сегонзек | Џулијет Лашински-Ревен               | 17. март 2022.       | 216       | 3.43                     |
| 25           | 17           | "Не могу да престанем"        | Џонатан Браун   | Кимберли Ен Харисон и Ејми хигинс    | 7. април 2022.       | 217       | 2.98                     |
| 26           | 18           | "Промена игре"                | Џон Полсон      | Рик Марин                            | 14. април 2022.      | 218       | 3.15                     |
| 27           | 19           | "Мртви председници"           | Роб Џ. Гринли   | Закари Рајтер                        | 28. април 2022.      | 219       | 3.18                     |
| 28           | 20           | "Нестала"                     | Шери Новлан     | Џулијет Лашински-Ревен               | 5. мај 2022.         | 220       | 4.08                     |
| 29           | 21           | "Улице гледају"               | Шерон Луис      | Ерика Мишел Батлер                   | 12. мај 2022.        | 221       | 3.16                     |
| 30           | 22           | "Пријатељ или непријатељ"     | Кен Ђироти      | Рик Марин и Бери О’Брајен            | 19. мај 2022.        | 222       | 3.37                     |

### 3. сезона (2022−23)
| Бр. у серији | Бр. у сезони | Наслов                         | Редитељ         | Сценариста                                                                   | Премијерно емитовање | Прод. код | Гледаоци у САД (милиони) |
| ------------ | ------------ | ------------------------------ | --------------- | ---------------------------------------------------------------------------- | -------------------- | --------- | ------------------------ |
| 31           | 1            | "Треба ми склониште"           | Џин де Сегонзек | Рик Ид и Гвен Сиган                                                          | 22. септембар 2022.  | 301       | 4.97                     |
| 32           | 2            | "Сви знају да је коцка бачена" | Џон Полсон      | Брајан Голубов                                                               | 29. септембар 2022.  | 302       | 3.60                     |
| 33           | 3            | "Ухвати ме ако можеш"          | Кејт Вудс       | Мајкл Конивс и Џулијет Лашински-Ревен                                        | 6. октобар 2022.     | 303       | 3.00                     |
| 34           | 4            | "Дух на небу"                  | Сајмон Бренд    | Хорге Замакона                                                               | 13. октобар 2022.    | 304       | 3.12                     |
| 35           | 5            | "Те плаве очи"                 | Џон Полсон      | Бери О’Брајен                                                                | 27. октобар 2022.    | 305       | 3.18                     |
| 36           | 6            | "Бљесак славе"                 | Ана докоза      | Данијел Бити                                                                 | 3. новембар 2022.    | 306       | 2.93                     |
| 37           | 7            | "Све што сија"                 | Сајмон Бренд    | Џош Фегин и Кендис Санчез Мекфарлејн                                         | 10. новембар 2022.   | 307       | 3.00                     |
| 38           | 8            | "Казнена објава"               | Шерон Луис      | Хорге Замакона                                                               | 17. новембар 2022.   | 308       | 3.49                     |
| 39           | 9            | "Последњи Божић"               | Џин де Сегонзек | Шон Јаблонски                                                                | 8. децембар 2022.    | 309       | 3.28                     |
| 40           | 10           | "Трка"                         | Џон Полсон      | Ејми Хигинс                                                                  | 5. јануар 2023.      | 310       | 3.79                     |
| 41           | 11           | "Игра убацивања"               | Стивен Сурџик   | Алекс Велс                                                                   | 12. јануар 2023.     | 311       | 3.39                     |
| 42           | 12           | "Ортаци у злочину"             | Тес Малон       | Синопсис: Бери О'Брајен Сценарио: Бери О'Брајен и Џон А. Мекормак            | 26. јануар 2023.     | 312       | 4.16                     |
| 43           | 13           | "Удри"                         | Брина Малој     | Џулијет Лашински-Ревен                                                       | 2. фебруар 2023.     | 313       | 3.65                     |
| 44           | 14           | "Све је у игри"                | Оз Скот         | Мајкл Конивс                                                                 | 16. фебруар 2023.    | 314       | 3.45                     |
| 45           | 15           | "Дивљи и невини"               | Алекс Закрзуски | Хорге Замакона                                                               | 23. фебруар 2023.    | 315       | 3.65                     |
| 46           | 16           | "Кинеска четврт"               | Милена Говић    | Џош Фегин и Кендис Санчез-Мекфарлејн                                         | 23. март 2023.       | 316       | 3.24                     |
| 47           | 17           | "Породичне везе"               | Џонатан Браун   | Алек Велс                                                                    | 30. март 2023.       | 317       | 2.88                     |
| 48           | 18           | "Метода означавања: ГЕН"       | Џон Полсон      | Ник Калбертсон                                                               | 6. април 2023.       | 318       | 3.29                     |
| 49           | 19           | "Дипломатско решење"           | Џон Касар       | Кристина Пиња                                                                | 27. април 2023.      | 319       | 3.24                     |
| 50           | 20           | "Паретово начело"              | Гонзало Амат    | Дејвид Грацијано и Брендан Фини                                              | 4. мај 2023.         | 320       | 3.08                     |
| 51           | 21           | "Шпијун"                       | Тес Малон       | Синопсис: Брендан Фини и Кендис Санчез-Мекфарлејн Сценарио: Дејвид Грацијано | 11. мај 2023.        | 321       | 3.48                     |
| 52           | 22           | "Са много имена"               | Џон Полсон      | Синопсис: Џули Мартин и Николас Јеванђелиста Сценарио: Дејвид Грацијано      | 18. мај 2023.        | 322       | 4.00                     |

### 4. сезона (2024)
| Бр. у серији | Бр. у сезони | Наслов              | Редитељ           | Сценариста                         | Премијерно емитовање | Прод. код | Гледаоци у САД (милиони) |
| ------------ | ------------ | ------------------- | ----------------- | ---------------------------------- | -------------------- | --------- | ------------------------ |
| 53           | 1            | "Памћење"           | Џон Касар         | Џон Шибан и Ејми Берг              | 18. јануар 2024.     | 401       | 3.90                     |
| 54           | 2            | "Избави нас од зла" | Џонатан Браун     | Вил Паско и Бриџит Тајлер          | 25. јануар 2024.     | 402       | 3.71                     |
| 55           | 3            | "Крај невиности"    | Џон Касар         | Ејми Берг и Катрина Кабрера Ортега | 1. фебруар 2024.     | 403       | 3.67                     |
| 56           | 4            | "Последња вечера"   | Стивен Сурџик     | Џон Шибан и Лиз Сагал              | 8. фебруар 2024.     | 404       | 3.51                     |
| 57           | 5            | "Нестале особе"     | Нелсон Мекормик   | Ејми Берг и Девон Бригс            | 22. фебруар 2024.    | 405       | 3.59                     |
| 58           | 6            | "Преко сињег мора"  | Џин де Сегонзек   | Џон Шибан и Вил Паско              | 29. фебруар 2024.    | 406       | 3.28                     |
| 59           | 7            | "Изворни грех"      | Хуан Џ. Кампанела | Ли Сагал и Бриџит Тајлер           | 14. март 2024.       | 407       | 3.43                     |
| 60           | 8            | "Греси наших очева" | Милена Говић      | Ејми Берг и Катрина Кабрера Ортега | 21. март 2024.       | 408       | 3.16                     |
| 61           | 9            | "Увек верни"        | Карлос Бернард    | Џон Шибан и Кејти Летин            | 11. април 2024.      | 409       | 2.85                     |
| 62           | 10           | "Раскршћа"          | Џон Касар         | Ејми Берг и Девон Бригс            | 18. април 2024.      | 410       | 3.27                     |
| 63           | 11           | "Црвенокошуљаш"     | Лесли Хоуп        | Лиз Сагал                          | 2. мај 2024.         | 411       | 2.64                     |
| 64           | 12           | "Лаку ноћ"          | Гонзало Амат      | Ејми Берг и Вил Паско              | 9. мај 2024.         | 412       | 2.75                     |
| 65           | 13           | "Стаблеров вапај"   | Џон Касар         | Џон Шибан                          | 16. мај 2024.        | 413       | 2.90                     |

### 5. сезона (2025)
- Дин Норис је унапређен у главну поставу на почетку сезоне.
- Енсли Сигер је напустила серију након треће епизоде.

| Бр. у серији | Бр. у сезони | Наслов                             | Редитељ          | Сценариста                         | Премијерно емитовање | Прод. код |
| ------------ | ------------ | ---------------------------------- | ---------------- | ---------------------------------- | -------------------- | --------- |
| 66           | 1            | "Изгубљени аутопут"                | Мајкл Словис     | Џон Шибан и Ејми Берг              | 17. април 2025.      | 501       |
| 67           | 2            | "Дантеов пакао"                    | Џин де Сегонзек  | Кристофер Мелони и Џон Шибан       | 17. април 2025.      | 502       |
| 68           | 3            | "Скривена деца"                    | Лора Белси       | Лиз Сагал и Дејвон Бригс           | 24. април 2025.      | 503       |
| 69           | 4            | "Неиспуњено обећање"               | Алекса Закрзуски | Ејми Берг и Вил Паско              | 1. мај 2025.         | 504       |
| 70           | 5            | "Авернско језеро"                  | Мајкл Словис     | Џон Шибан и Лиз Сагал              | 8. мај 2025.         | 505       |
| 71           | 6            | "Црвендаћи, белци, црнци и плавци" | Ерик ла Сејл     | Тим Волш                           | 15. мај 2025.        | 506       |
| 72           | 7            | "Прелепа катастрофа"               | Јангзом Брауен   | Ејми Берг и Катрина Кабрера Ортега | 22. мај 2025.        | 507       |

## Напомена
1. ↑  Епизода "Шта се десило у Пуљи" је наставак епизоде "Повратак разблудног сина" Одељења за специјалне жртве.
2. ↑  Епизода "Није организовани криминал твог оца" је унакрсна епизода са Одељењем за специјалне жртве.
3. ↑  Епизода "Ствари од којих се праве снови" је унакрсна епизода са Одељењем за специјалне жртве.
4. ↑  Епизода "Слаб производ" је наставак епизоде "Пљачка у Мулину" Одељења за специјалне жртве.
5. ↑  Епизода "Пусти то, Џејк. То је Кинеска четврт" је унакрсна епизода са Одељењем за специјалне жртве.
6. ↑  Епизода "Нови светски поредак" је наставак епизоде "Ја сам мислио да си на мојој страни" Одељења за специјалне жртве.
7. ↑  Епизода "Разбојник Еди Вагнер" је завршетак епизоде "Ја сам мислио да си на мојој страни" Одељења за специјалне жртве.
8. ↑  Епизода "Добро, лоше, лепо" је наставак епизоде "Брза времена у Точку" Одељења за специјалне жртве.
9. ↑  Епизода "Божићна" је наставак епизоде "Тужилаштво против Ричарда Витлија" Одељења за специјалне жртве.
10. ↑  Епизода "Преузимање" је унакрсна епизода са Одељењем за специјалне жртве.
11. ↑  Епизода "Не могу да престанем" је унакрсна епизода са серијом Ред и закон.
12. ↑  Епизода "Нестала" је наставак епизоде "Да ли верујете у чуда?" Одељења за специјалне жртве.
13. ↑  Епизода "Пријатељ или непријатељ" је унакрсна епизода са серијом Ред и закон.
14. ↑  Епизода "Треба ми склониште" је први део триологије. Други је у Одељењу за специјалне жртве, а трећи у серији Ред и закон.
15. ↑  Епизода "Те плаве очи" је унакрсна епизода са Одељењем за специјалне жртве.
16. ↑  Прича епизоде "Шпијун" почиње у епизоди "Лоше ствари (1. део)" Одељења за специјалне жртве.
17. ↑  Прича епизоде "Са много имена" почиње у епизоди "Сав бол је једна болест (2. део)" Одељења за специјалне жртве.
18. ↑  Епизода "Избави нас од зла" је унакрсна епизода са Одељењем за специјалне жртве.
19. ↑  Епизода "Последња вечера" је унакрсна епизода са Одељењем за специјалне жртве.
20. ↑  Епизода "Изворни грех" је унакрсна епизода са серијом Ред и закон.
21. ↑  Епизода "Греси наших очева" је унакрсна епизода са серијом Ред и закон.
22. ↑  Епизода "Дантеов пакао" је унакрсна епизода са Одељењем за специјалне жртве.
23. ↑  Епизода "Скривена деца" је унакрсна епизода са Одељењем за специјалне жртве.
24. ↑  Епизода "Авернско језеро" је унакрсна епизода са Одељењем за специјалне жртве.